# Nobreza da Suécia

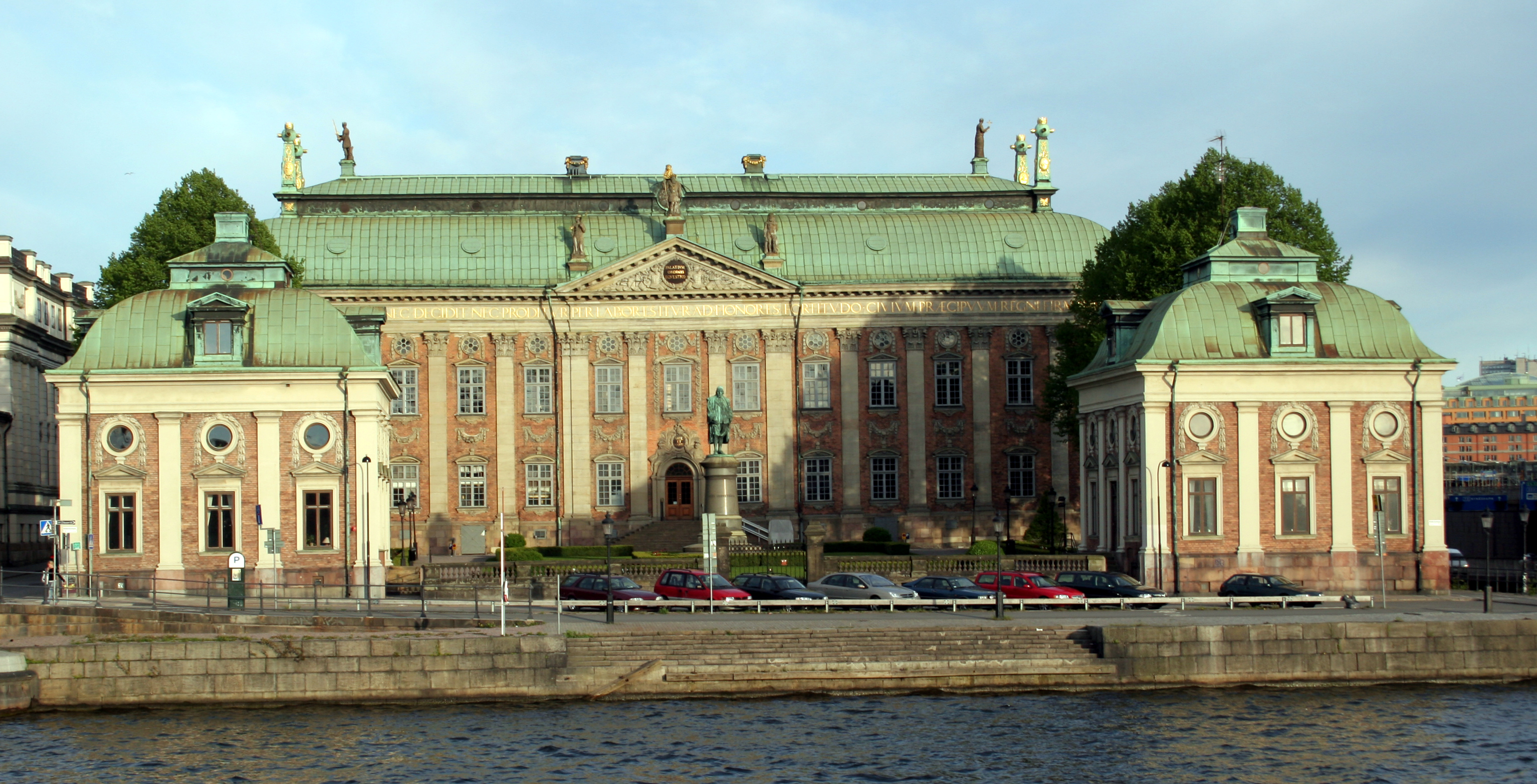
A Casa da Nobreza é equivalente à Câmara dos Lordes britânica.

A nobreza sueca (adeln, em sueco) tem sido historicamente uma classe legalmente privilegiada ao longo da história da Suécia.
Na Idade Média, os reis necessitavam de cavalaria pesada nos seus exércitos. Os nobres (em sueco:  adeln) punham à disposição do rei cavaleiros, incluindo cavalo e armadura, e em contra-partida ficavam libertos da obrigação de pagar imposto (em sueco:  frälse). A criação da nobreza como classe social - com obrigações e direitos específicos - foi formalizada em 1280 pelo rei Magno o Tesoureiro através das Ordenações de Alsnö (Alsnö stadga). Para além do seu papel militar, a nobreza participaria também na administração do reino. Estava assim terminada a sociedade dos clãs familiares (ättesamhället) e introduzida a sociedade feudal (feodalsamhället).
Hoje a nobreza não mantém seus antigos privilégios legais, embora nomes de família, títulos e brasões ainda sejam protegidos.

## Privilégios
Os privilégios políticos da nobreza sueca - institucionalizados em 1626 pela Ordenação da Nobreza (Riddarhusordningen) - foram praticamente abolidos em 1866 pela reforma da Casa da Nobreza (Riddarhuset). Em 1909, desapareceram quase na totalidade, tendo os últimos direitos de precedência a certos cargos governamentais sido removidos na década de 1920, bem como os últimos privilégios de tributos.
Nos dias de hoje, as suas prerrogativas limitam-se à proteção, através da Lei, de seus nomes de família, títulos e brasões de armas.

Diferentemente de outras monarquias como o Reino Unido e os países da Benelux, nenhum título hereditário sueco foi concedido a alguém desde a década de 1900.

Segundo a Casa da Nobreza (Riddarhuset), estão atualmente registadas e reconhecidas 663 famílias nobres, com cerca de 28 000 pessoas.

## Classes
A nobreza sueca está dividida em três classes: os condes (greve), os barões (friherre) e a nobreza não-titulada (välborne). Duques (hertig) e príncipes (prins) não são considerados membros da nobreza, já que estes títulos só podem ser usados, na Suécia, pela família real. O grau de marquês (markis) nunca foi concedido pelo rei, tendo sido apenas conferido uma única vez pelo papa Leão XIII a uma personalidade sueca.